# Алёхин, Дмитрий Иванович
Дмитрий Иванович Алёхин (1908 — ?) — советский государственный деятель, первый заместитель председателя Совета Министров РСФСР (1955—1957).

## Биография
Родился в 1908 году в Павловском Посаде. Член ВКП(б) с 1927 года.
- 1927—1935 гг. — секретарь парткома фарфорового завода, директор стекольного завода,
- 1935—1940 гг. — студент Промакадемии,
- 1940—1943 гг. — начальник главка «Главфарфорфаянс»,
- 1943—1946 гг. — заместитель народного комиссара местной промышленности РСФСР,
- 1946—1949 гг. — министр промышленности строительных материалов РСФСР,
- 1949—1951 гг. — министр местной промышленности РСФСР,
- 1952—1955 гг. — заместитель председателя Совета Министров РСФСР,
- 1955—1957 гг. — первый заместитель председателя Совета Министров РСФСР,
- 1957 г. — начальник отдела Государственной плановой комиссии РСФСР,
- 1957—1958 гг. — министр РСФСР,
- 1969—1972 гг. — заместитель министра промышленности строительных материалов СССР.

Умер после 1978 года.